# Boyer (entreprise)
Pour les articles homonymes, voir Boyer.
Boyer est une entreprise américaine de confiserie basée à Altoona, en Pennsylvanie. Son usine est installée dans le centre-ville.

## Histoire

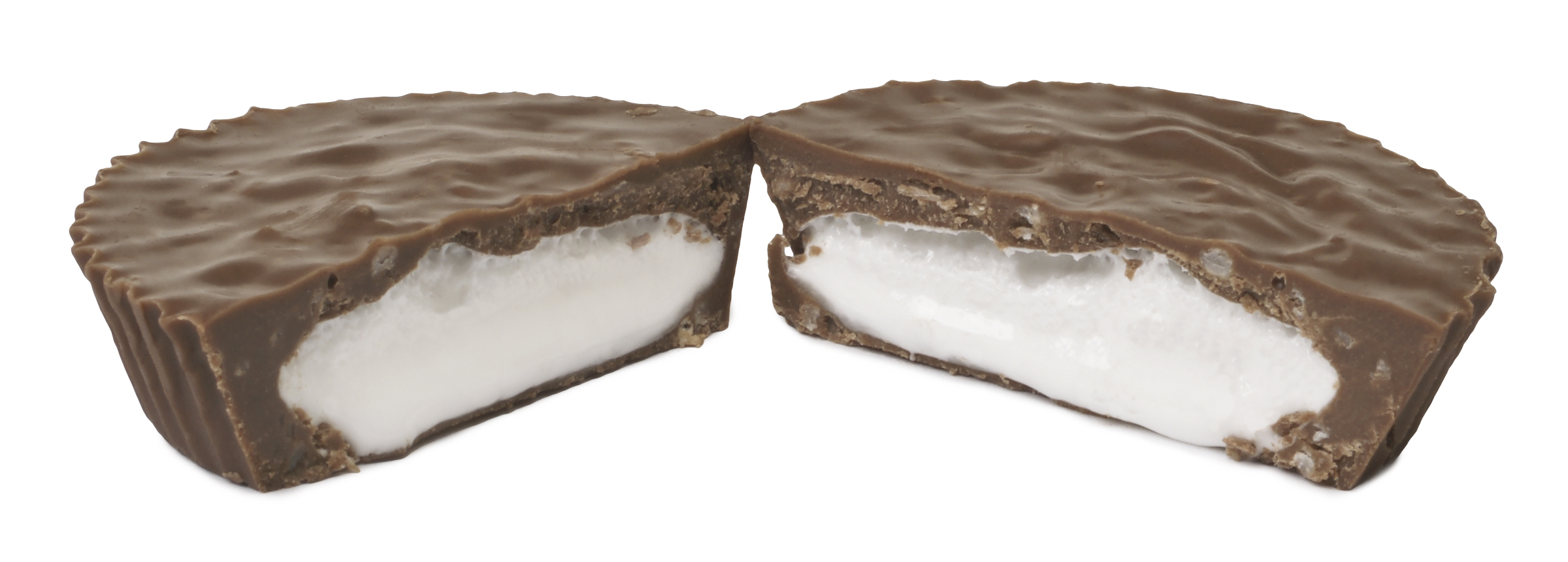
Une Mallo Cup coupée en deux.

Boyer a été fondée pendant la Grande Dépression par les frères Bill et Bob Boyer pour augmenter leurs revenus. Ils travaillaient à l'origine dans leur propre cuisine, leur mère et leur sœur emballant les confiseries à la main à mesure que Bill les terminait. Bob les vendait au porte-à-porte. Ils fabriquaient notamment des fudges et des bouchées aux raisins et aux noisettes, mais le succès croissant les a incités à élargir leur offre et ils ont déménagé dans de nouveaux locaux en 1936. La même année, ils ont commencé à faire des essais en couvrant des marshmallows avec du chocolat, ce qui a donné la Mallo Cup, une confiserie en forme de petite coupe formée d'une crème de guimauve fouettée entourée de chocolat (un peu comme les coupes Reese's produites par Hershey's). Ils ont aussi commencé à produire les Smoothies, au cœur de beurre de cacahuète couvert d'une pâte de butterscotch, et les Peanut Butter Cups, au beurre de cacahuète enrobé de chocolat. L'entreprise produisait aussi d'autres coupes comme Fluffernutter, un mélange de guimauve et de beurre de cacahuète couvert de chocolat.
Boyer a été racheté en 1969 par American Maize Products, et en 1970 un nouvel entrepôt de 3 000 m2 a été construit. En juin 1984, American Maize a revendu Boyer à Anthony Forgione, fondateur de Consolidated Brands. L'usine d'origine d'Altoona est toujours en activité.

## Produits
La Mallo Cup est une coupe de chocolat au lait à la noix de coco  contenant une crème de guimauve fouettée inventée en 1936. C'est la plus ancienne confiserie en forme de coupe des États-Unis. Les emballages des Mallo Cup portaient l'image de pièces de monnaie. Ces pièces pouvaient être collectées pour obtenir divers lots proposés dans le catalogue de l'entreprise. En novembre 2010, Boyer a lancé une version au chocolat noir de la Mallo Cup.

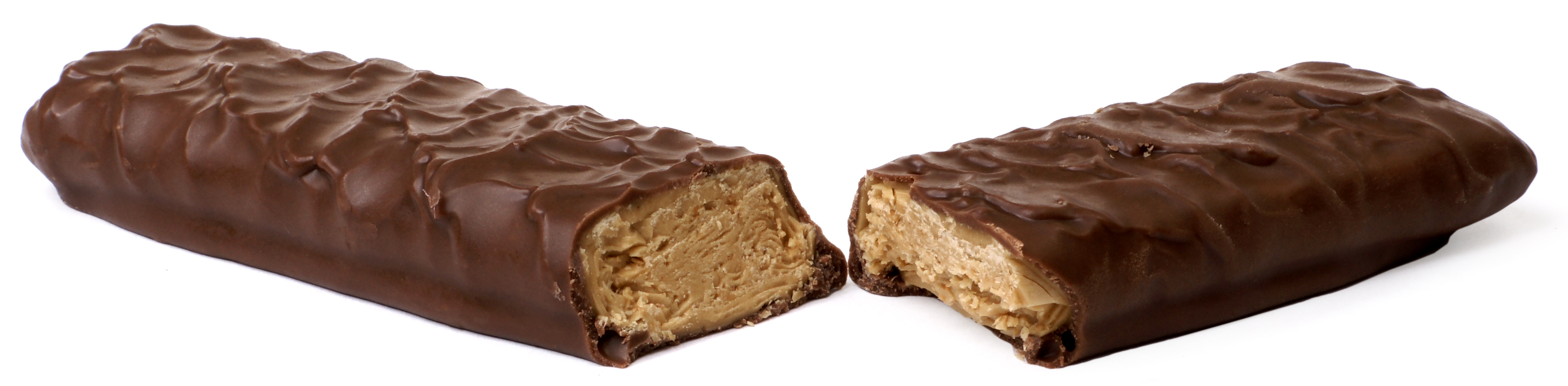
Une barre Clark ouverte.

En septembre 2018, Boyer a annoncé son rachat de la Barre Clark, consécutif à la faillite de Necco (en) en début d'année, sauvant ainsi une autre confiserie de Pennsylvanie remontant à 1917.

## Finances
En 2016, Boyer a été le seul fabricant de chocolat des États-Unis à connaître une forte croissance (20,9%), bien que sa part de marché soit relativement minime comparée à celle de géants comme Mars et Hershey's.